# バンドゥンドゥ州
バンドゥンドゥ州（Bandundu）は、コンゴ民主共和国にかつて存在した州の1つである。

## 概要
州都はバンドゥンドゥであり、首都のキンシャサ市に面していたほか、西側はコンゴ中央州と、北側は赤道州と、東側は西カサイ州と隣り合っていた。
この州は、1960年の独立以降に作られたクウィル州、クワンゴ州、マイ＝ンドンベ州の3州が1966年に合併することで誕生した。しかし、2005年憲法を受けて、2009年2月18日に再び元の3州へ分割された。

## 州内の主要言語
州内では通商言語として主に2つの言語が用いられていた。1つはカサイ川北部域で使用されているリンガラ語であり、もう一方は南部域で使用されているキトゥバ語（州のコンゴ語とも呼ばれる）であった。これらの言語は当該地域で日常的に利用されてきたため、地域住人の第一言語として用いられていた。なお、この言語はコンゴ民主共和国内の多くの地域で通用語として利用されている。

## 主要都市
- バンドゥンドゥ
- キクウィト

## 主な河川
- カサイ川
- クワンゴ川
- クウェンゲ川
- クウィル川
- ルケニエ川
- マイ＝ンドンベ湖